# Jeongjo de Joseon
Regele Jeongjo (n. 22 septembrie 1752, Seul, Dinastia Joseon – d. 28 iunie 1800, Seul, Dinastia Joseon), r.1776-1800, a fost cel de-al 22-lea rege al  Dinastiei Joseon din Coreea. El a făcut multe reforme și a îmbunătățit viața țăranilor. El a fost precedat de bunicul său, Regele Yeongjo (1724–1776) și succedat de fiul său,  Regele Sunjo (r. 1800–1834). Jeongjo este considerat ca fiind unul dintre cei mai de succes conducători ai Joseonului, împreună cu Regele Sejong.

## Viata
A fost fiul  Prințului Sado, care a fost condamnat la moarte de către tatăl său, regele Yeongjo. Mama sa, Doamna Hyegyeong, a scris o autobiografie, ”Memoriile Doamnei Hyegyeong”, în care detaliază viața ei ca soție a prințului moștenitor. Această colecție de memorii servește ca o sursă neprețuită de informații istorice cu privire la ce s-a întâmplat în timpul domniilor regilor  Yeongjo, Jeongjo și Sunjo.
Pe vremea când era prinț moștenitor, Jeongjo îl întâlnește pe  Hong Guk-Yeong, un politician controversat, primul care l-a sprijinit cu fermitate pe Jeongjo, dar a ajuns să fie expulzat din cauza dorinței sale de putere.
Jeongjo a petrecut o mare parte a domniei lui încercând să curețe numele tatălui sau. A construit  Fortăreața Hwaseong pentru a păzi mormântul tatălui sau. Azi este în patrimonial UNESCO.

## Renasterea
Regele Jeongjo a condus o nouă renaștere a dinastiei Joseon. Aceasta a fost inițial intensificată prin politica Tangpyeong a lui Yeongjo.
El a făcut reforme diferite pe parcursul domniei sale, în special construirea Kyujanggak, o librărie regală. Cu toate acestea, scopul acesteia era de a îmbunătăți orientarea culturală și politică a Joseonului și de a recruta ofițeri talentați pentru a lucra în folosul națiunii. Jeongjo a avut suportul multor savanți Silhak precum:  Jeong Yak-Yong, Yu Deuk-Gong, Pak Ji-Won și Pak Je-Ga. Domnia regelui Jeongjo a fost marcată de creșterea și dezvoltarea continuă a culturii regatului.

## Moartea
El nu și-a atins toate proiectele deoarece a avut parte de o moarte subită. El a murit în 1800 dintr-o cauză necunoscută. Există multe cărți cu privire la moartea misterioasă a lui Jeongjo.
Este îngropat cu soția lui la mormântul regal din Geonneung din orașul Hwaseong.

## Familie
- Tata: Printul Sado (사도 세자, n.13 februarie 1735 - d.12 iulie 1762)
- Mama: Regina Heongyeong din clanul  Pongsan Hong (헌경왕후 홍씨, n.6 august 1735 - d.13 ianuarie 1816)[3][4]
- Consoarte:

1. Regina Hyoui din clanul Cheongpung Kim (효의왕후 김씨, n.5 ianuarie 1754 - d.10 aprilie 1821)[5]
2. Nobila Consoarta Regala Won din clanul Pyeongsan Hong (원빈 홍씨, n.27 mai 1766 - d.7 mai 1779)[6]
  1. Printul Sanggye (상계군) - adoptat
3. Nobila Consoarta Regala Hwa din clanul Namwon Yoon (화빈 윤씨, n.1765 - d.1824)[7]
4. Nobila Consoarta Regala Ui din clanul Changnyung Seong (의빈 성씨, n.1753 - d.1786)[8]
  1. Avort Spontan (1780)
  2. Avort Spontan (1781)
  3. Yi Sun, Prințul Moștenitor Munhyo (문효세자; 13 Octobrie 1782 – 6 Iunie 1786), primul fiu
  4. Prima fiica (1784 – 1784)[9]
  5. Avort Spontan (1786)[10]
5. Nobila Consoarta Regala Su din clanul Bannam Park (수빈 박씨, n.8 mai 1770 - d.26 decembrie 1822)[11]
  1. Prințul Moștentior Yi Gong (왕세자 ; Iulie 1790 – 13 Decembfie 1834), al doilea fiu
  2. Prințesa Sukseon (숙선옹주;11 April 1793 – 7 June 1836), a doua fiică

## Portretizări media
Jeongjo este portretizat în 6 drame moderne.
- Painter of the Wind (SBS, 2008) - În această dramă coreeană, adaptată după romanul ”Painter of the Wind” de Lee Jeong-myeong, el este regele care protejează artiști și le dă funcții.
- Yi San (MBC, 2007) - o dramă coreeană ce urmărește,  în primul rând, povestea vieții sale.
- The Ballad of Seoul - sau "Conspiracy in the Court" - povestea pornește de la un mister ce evoluează într-o intrigă, desfășurată în jurul regelui și ai miniștrilor lui conservatori.
- 8 days Mystery of Jeongjo's Assassination - o minidramă de 10 episoade ce prezintă evenimentele misterioase care îl înconjoară pe Jeongjo atunci când el a călătorit la site-ul completat de Hwaseong, unde a planificat să se mute capitala națiunii.
- Hong Guk-yeong (TV Series) - Aceasta este drama despre Hong Yeong-Guk, mâna dreaptă  lui Jeongjo.
- Sungkyunkwan Scandal - dramă istorică coreeană despre o femeie care intră la Universitatea Sungkyunkwan în timpul regelui Jeongjo, într-o vreme în care intrarea femeilor în școli era interzisă, sub amenințarea decapitării, dacă era prinsă.
- Războinicul Baek Dong-soo - despre viața bodyguard-ului regelui Jeongjo, Baek Dong-soo.
- The Red Sleeve - descrie povestea de dragoste dintre Regele Jeongjo și concubina regală Ui Bin Song.